# A. J. 버클리
A. J. 버클리(A. J. Buckley, 1978년 2월 9일 ~ )는 아일랜드 출신 캐나다의 배우이다.

## 출연 작품

### 드라마
- CSI 뉴욕